# Cephaloziella byssacea
Cephaloziella byssacea là một loài rêu tản trong họ Cephaloziellaceae. Loài này được (Roth) Warnst. miêu tả khoa học lần đầu tiên năm 1902.